# اتحاد الأعمال الياباني
اتحاد الأعمال الياباني (باليابانية: 日本経済団体連合会 نيبون كيزاي دانتاي رينغوكاي) هو منظمة اقتصادية تأسست في مايو 2002 بدمج اتحاد المنظمات الاقتصادية واتحادات الموظفين في اليابان. يضم الاتحاد 1662 عضواً منها 1343 شركة و130 منظمة صناعية، و47 اتحاد اقتصادي محلي (بحسب إحصاءات 22 يونيو 2007).
وفقاً لموقع اتحاد الأعمال الياباني فإن مهمة اتحاد الأعمال الياباني تتمثل في تسريع تنمية اقتصاد اليابان والعالم من أجل تقوية العلاقات لخلق قيم مضافة لنقل الاقتصاد الياباني إلى اقتصاد مستدام ودفع عجلة القطاع الخاص عن طريق تشجيع الأفكار الفردية والمجتمعات الصغيرة.